# Coenonycha dimorpha
Coenonycha dimorpha är en skalbaggsart som beskrevs av Evans och Smith 1986. Coenonycha dimorpha ingår i släktet Coenonycha och familjen Melolonthidae. Inga underarter finns listade i Catalogue of Life.